# Пилиховский, Леопольд
Леопольд Пилиховский (пол. Leopold Pilichowski; 23 марта 1869, Пила (Piła) близ г. Серадз Калишской губернии — 27 июля 1934, Лондон) — польский живописец еврейского происхождения.

## Биография
Пилиховский родился в Пиле в 1869 году. Детство, провел в польской деревне, учился в хедере и мидраше. Первые уроки рисования получил от художника Самуила Гиршенберга.
Получил затем прекрасное художественное образование. Сперва в варшавском Классе Рисования под руководством В. Герсона, (1886), затем в Мюнхенской академии художеств у Ш. Холлоши, и О. Зейца (1887—1888). Позже продолжил образование в Академии Жюлиана в Париже.
Находясь во Франции, он также впервые выставил свои картины. В 1894 году у него была первая персональная выставка в Лодзи. После окончания учёбы, вернулся в Польшу, жил в Лодзи, в 1904 переехал в Париж, а в 1914 осел в Лондоне, где и умер в 1933.

## Творчество
Воспоминания детства и жизнь в Лодзи, одном из центров польского еврейства, дали Л. Пилиховскому те основные впечатления, которыми определили характер его творчества. Годы учения за границей, пребывание в Париже не только не отвлекли его от первоначально намечавшихся задач, а, напротив, способствовали выявлению его индивидуальности. Пройденная за границей школа дала ему техническое умение, обнаруживающееся у него главным образом в развитом чувстве композиции, смелой трактовке и размашистом, виртуозном мазке.
Своеобразные в бытовом отношении типы евреев, которые он зарисовал у себя на родине, служат не моделями для жанровых картинок, а являются элементами творений, значительных по замыслу и цельности настроения. Так, на полотне «Иом-Киппур» патриархальные фигуры трех молящихся евреев, задрапированных в талесы, сгруппированы с удивительным декоративным тактом. Если бы не дефект в освещении, эта картина была бы одним из лучших произведений художника. В позднейшей трактовке той же темы Л. Пилиховский дает массовую сцену в синагоге. Ему прекрасно удались характеристика отдельных лиц на этой картине, общее впечатление молитвенного пафоса и какая-то специфическая нота «еврейского горя», придающая его образам что-то трагическое. Даже самые заурядные лица приобретают у Π. особую значительность; так, например, типичная фигура еврея-старьёвщика с посохом и перекинутой через плечо ношей вырастают у Пилиховского в символический образ вечного жида («Handel-Handel»). Для Л. Пилиховского не существует веселых сюжетов. В картине «Свадьба» не видно веселья и смеха; даже шутливая речь свадебного балагура не вызывает улыбок. Выражение сосредоточенной озабоченности застыло в скорбных лицах, в усталых позах. Лучше всего это передано в картинах «Усталые странники», «Где покой», «В ожидании». Однако, нигде так гармонично не сочетались в его творчестве монументальность и экспрессия, как в выставленном на «Grosse Berliner Kunstausstellung» (1911) произведении «Pietà». Здесь живописец обнаружил то спокойствие и выразительность, которые характеризуют зрелое, вполне овладевшее своими средствами творчество. Таким зрелым мастером Пилиховский обнаруживает себя в полной мечтательного настроения вещи «Памяти Шопена» и в прекрасных портретах, из которых назовем портрет скрипача Коханского. В них все более и более становится явным стремление художника к выразительной простоте, его намеренное пренебрежение к несущественным деталям, которые в ранних его портретах отделывались им с особой тщательностью.
Писал картины маслом, реалистические портреты, сельские пейзажи и жанровые полотна на еврейскую тематику . Был представителем сионизма и вместе с С. Гишенбергом, стал одним из первых художников в Польше, которые искали национальную еврейскую самобытность.
В творческом наследии художника — создание фресок в здании Главной Почты г. Лодзь.
Л. Пилиховскоий — участник многих выставок, выставлялся в Варшаве, Кракове и парижском «Салоне».

## Избранные работы
Сейчас картины художника находятся в Еврейском музее в Нью-Йорке, Национальном музее в Кракове, художественном музее Лодзи, частных коллекциях.
- Жертвы погрома,
- Помолвка,
- Молящийся еврей,
- Усталые странники,
- В раздумье,
- Йом-Киппур,
- Праздник Суккот,
- Досуг и др.

## Галерея
|  |  |  |  |